# Bandera de la región de La Araucanía
La Región de la Araucanía no posee una bandera oficial. Sin embargo, suele utilizarse como bandera regional el estandarte usado por el intendente, que consiste en un campo blanco con el escudo regional en el centro, aunque su estatus no está definido. El escudo está diseñado a base de dos cuarteles rojo y negro, adornados con seis guemiles blancos y un trapelacucha (joya mapuche) del mismo color, rodeados de una guirnalda de copihues y coronados por un monte nevado escoltado de araucarias,
El gobierno regional utiliza una bandera similar pero que posee el logotipo en el centro, a diferencia del escudo.

## Banderas históricas de la región
Durante la Conquista los guerreros mapuches usaban un estandarte azul con una estrella blanca, similar a la bandera de Somalía. Otra versión era la de un gallardete donde había un rombo aserrado celeste con un fondo negro y en el centro una estrella blanca de ocho puntas.
|                                                                |
| Modelo aproximado de bandera usado por los ejércitos mapuches. |

|                               |
| Gallardete usado por Lautaro. |

|                                                                         |
| Lautaro según Fray Pedro Subercaseaux, portando un estandarte tricolor. |

La Araucanía no volvió a tener una bandera propia hasta el siglo XIX, cuando Orélie Antoine de Tounens estableció en el lugar el Reino de la Araucanía y la Patagonia. Ese reino usó como emblema un pabellón de tres franjas, azul la superior, blanca la del medio y verde la inferior. Esta bandera es utilizada por el reino en el exilio. Otras versiones hablan de una bandera con las franjas verde y blanca intercambiadas de lugar.

Bandera del Reino de la Araucanía y la Patagonia.

Tras la Pacificación de la Araucanía, en 1881, se empezó a usar oficialmente la bandera de Chile. La zona no conoció símbolos propios hasta finales del siglo XX.

## Otros proyectos de bandera actual
En páginas web dedicadas a la vexilología circula un modelo de bandera en la que se combina el emblema regional con una bandera de tres franjas azul, blanca y roja, similar a la enseña de la Patria Nueva, sin que haya sido adoptada oficialmente ni se pueda confirmar su origen.
En los últimos años, se ha hecho bastante conocida en la población la enseña que utiliza el pueblo mapuche como parte de sus protestas. Esta consiste en un pabellón de cinco franjas, siendo las de arriba y abajo, ambas de color negro con guemiles blancos, más delgadas que las del centro. Las franjas mencionadas son de color celeste, verde y rojo. Encima de la franja verde se encuentra el cultrún, que es un tambor típico mapuche.
En 2005, dirigentes de partidos regionalistas propusieron una nueva bandera para la región de la Araucanía. Se trata de un paño verde claro donde una franja blanca curvada aloja una araucaria de color verde oscuro. En un extremo, aparece un guemil mapuche de color amarillo.

Propuesta de bandera que aparece en algunos sitios web de vexilología.
Bandera indigenista Wenufoye creada en 1992, de uso común en la región.
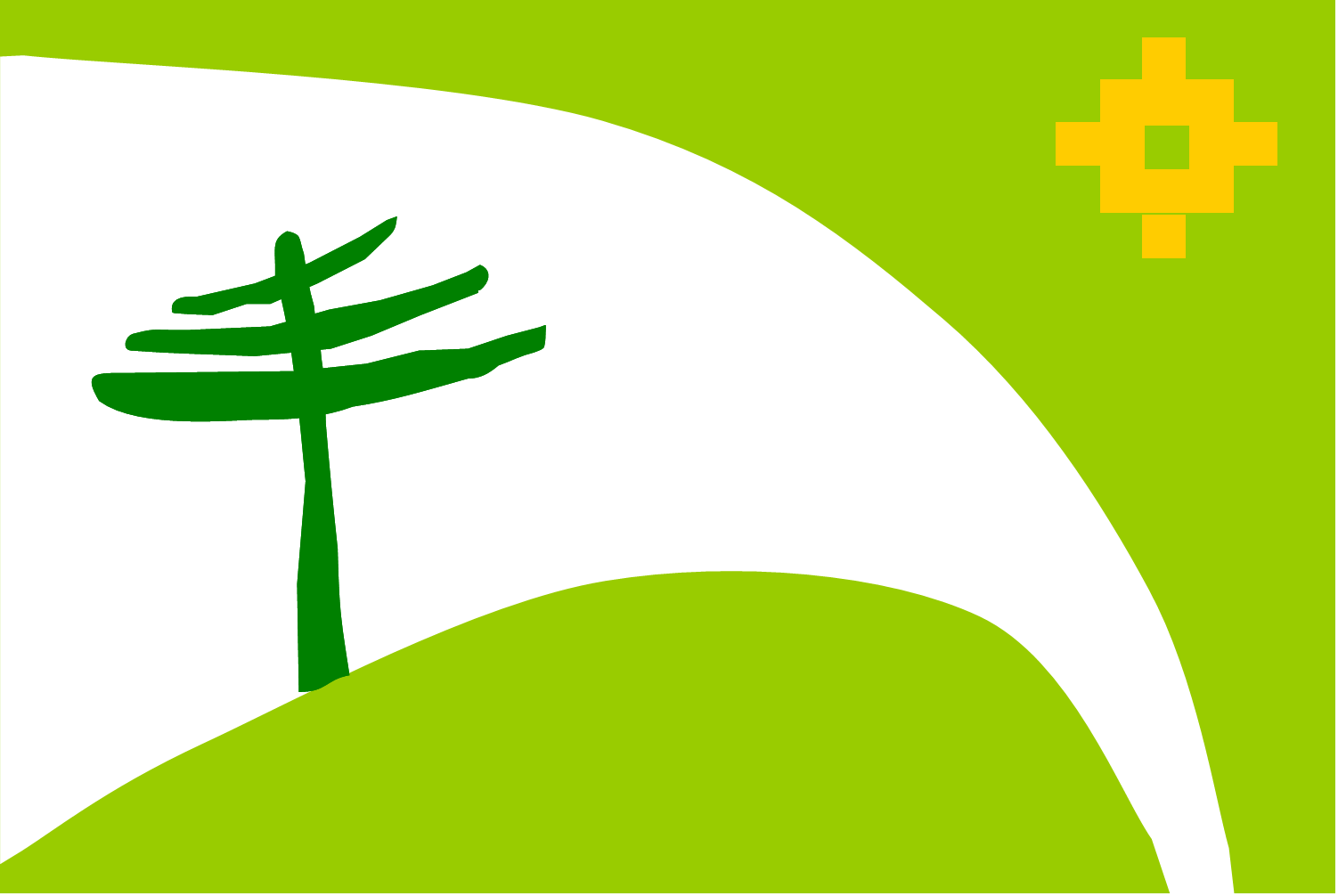
Bandera propuesta por los regionalistas.

## Banderas comunales
Algunas municipalidades de la Región de la Araucanía poseen banderas propias.

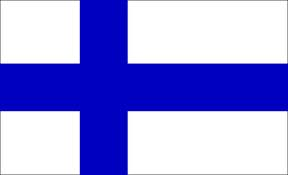
Carahue
Collipulli
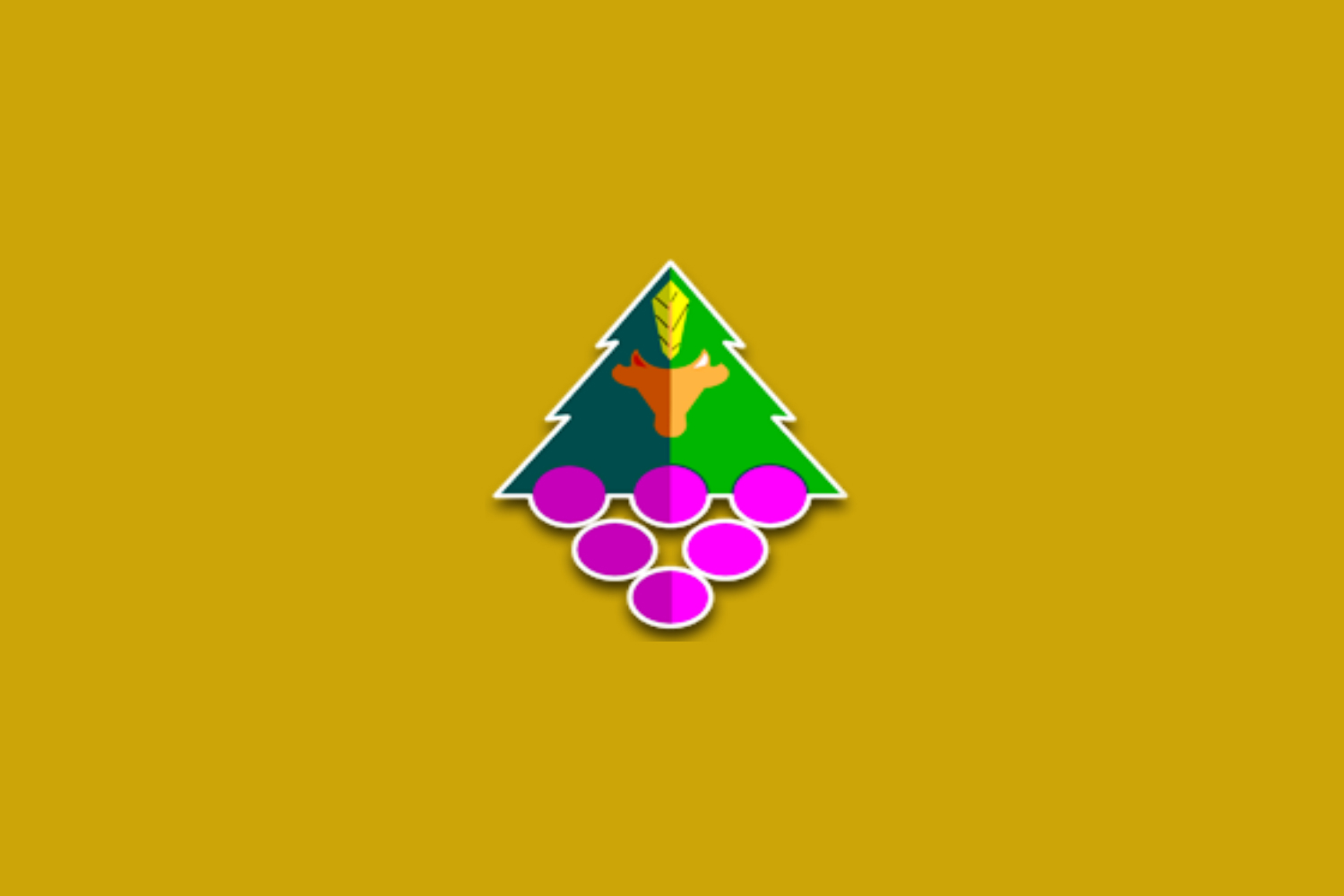
Galvarino
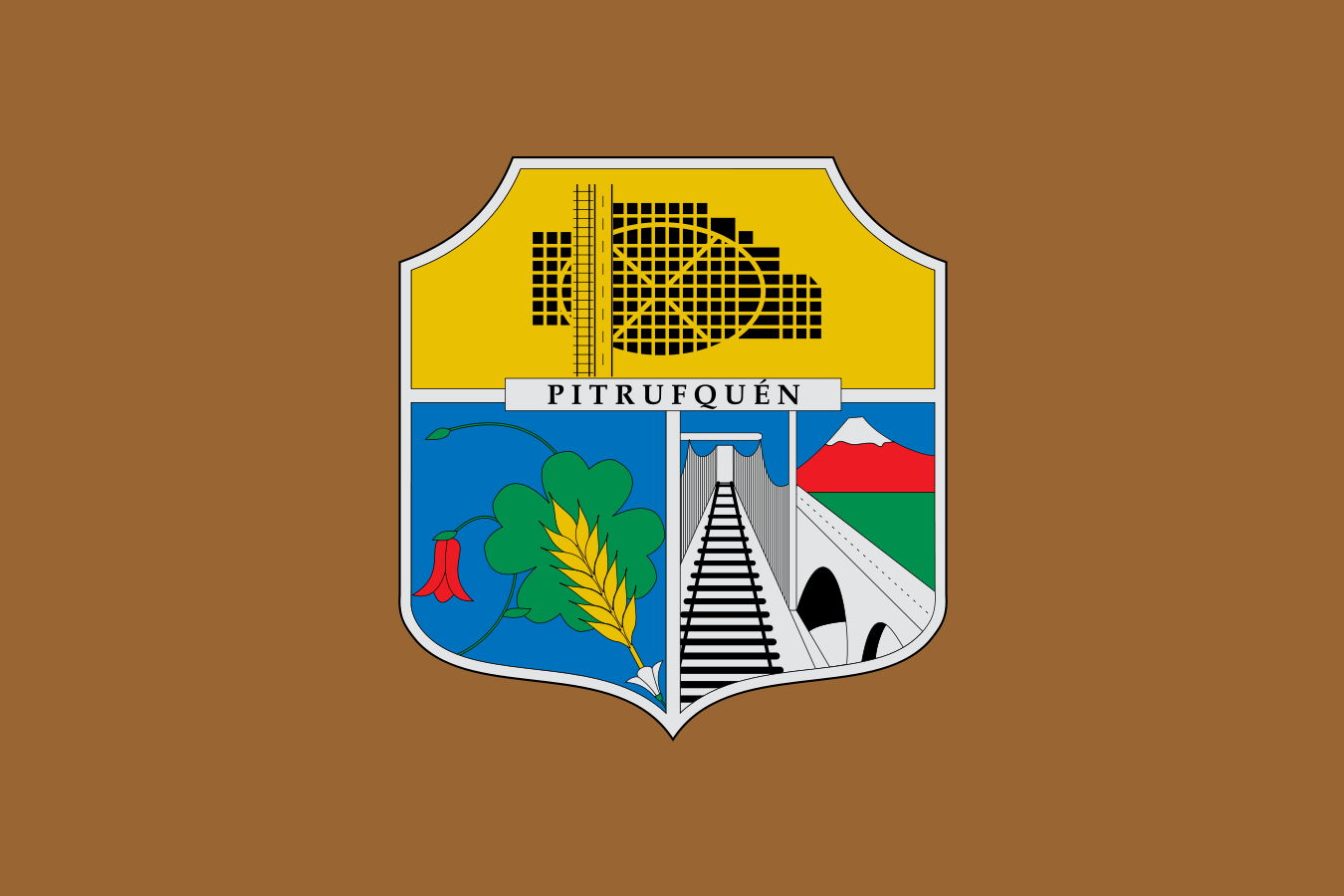
Pitrufquén
Pucón